# カナン様はあくまでチョロい
『カナン様はあくまでチョロい』（カナンさまはあくまでチョロい）は、noncoによる日本の漫画作品。『週刊少年マガジン』（講談社）にて、2022年27号から連載中。累計部数は、2024年2月時点で20万部を突破している。
メディアミックスとして、テレビアニメ化が発表されている。

## 沿革
2022年6月1日発売の『週刊少年マガジン』27号にて一挙に3話を掲載し、連載を開始。同年10月12日発売の46号では、本作の単行本第1巻の発売を記念して、比村奇石、むちまろ、92M、美水かがみによる描きおろし漫画を掲載。10月17日に発売された第1巻は、10月21日には重版がかかっている。
2023年1月11日発売の同誌6号では、第2巻の発売を記念した企画が展開され、丈、真木蛍五、もちんち、よむによる描きおろし漫画が掲載されたほか、あおぎり高校の栗駒こまるやむちまろの『生徒会にも穴はある!』とコラボレートを果たす。同年4月、第3巻の発売を記念して『マガジンポケット』にて虎助遥人、ビリー、ぷよ、三簾真也による描きおろし漫画を掲載。同年8月発売の単行本第4巻では、ヒロユキが帯に推薦コメントを寄稿。同年9月13日発売の『週刊少年マガジン』46号では、グラビアアイドルの東雲うみによる本作のコスプレを掲載。同年12月15日に単行本第5巻が発売されたことを記念し、楠木ともりが出演するPVを公開。

## あらすじ
多摩市立奉納学園の風紀委員長である女子生徒の高潔カナンの正体は人の魂を食らう為に魔界から来た悪魔だった。ある日、カナンは後輩の男子である供犠羊司をターゲットにして呼び出すが、供犠に惚れられ、押しに押された結果、付き合う事になってしまう。恋愛には初心なカナンは積極的な供犠に振り回されながらも、惹かれていくようになる。また、カナンの家のメイドであるアミや、天界からやってきたドジっ子な神の使徒ジャンヌも加わり、カナンと供犠は騒がしくもラブコメな青春を送っていく。

## 登場人物
声の項はテレビアニメ版の声優。

### 主要人物
高潔 カナン（たかきよ カナン） / カナン・ゼブル
声 - 古賀葵
本作のヒロイン。美食の悪魔。暴食の悪魔「ベルゼブブ」の娘。本名、カナン・ゼブル。
校内では風紀委員長を務めており、巨乳(Jカップ)の美少女であり、眉目秀麗・才色兼備・スポーツ万能、人当たりも良く男女問わず人気と信頼がある。その一方で、恋愛経験は一切なく、男と手を繋いだだけで世継ぎが出来ると考えたり、下の名前で呼ばれて脳内麻薬が溢れ出たりするなど初心かつ純情な一面がある。悪魔のポテンシャルのため身体能力は高いが、持久力は低く、足が速くてもすぐに供犠に追いつかれてしまうほど。
美味しい魂を食べるために生徒として人間界の高校である多摩市立奉納学園へ潜入。供犠に食物として狙いを定めるが、いつのまにか恋人契約してしまい、彼と交際することになる。
供犠 羊司（きょうぎ ようじ）
声 - 山下誠一郎
本作の主人公。カナンの後輩である男子高校生。自分の魂を食べようとしたカナンが自分のことを好きだと勘違いし、恋人契約を結ぶ。
彼女に対して手を繋ぐように積極的な行動である。
益荒男 撫子（ますらお なでしこ）
供犠のクラスメイトである女子高生。供犠の幼馴染。そのことでカナンから彼との仲を疑われることがある。
アミ
カナンの幼馴染でカナンの家のメイドであるサキュバス。
ジャンヌ
羊司を悪魔のカナンから守るために天界から遣わされた神の使徒。金髪碧眼で、頭に天使の輪のようなアホ毛がある。カナンに負けず劣らずのスタイルの持ち主。性格はドがつくほど天然。羊司に対して好意を持っている。
供犠 虎恋(きょうぎ ここ)
羊司の姉。空手八段。ガサツな性格。
神龍寺 鉄花(しんりゅうじ　てっか)
羊司の先輩であり、奉納学園の生徒会長。実家は名家の家系。凛々しい佇まいで、190cmの長身で長くて艶のある黒髪とJカップの巨乳の持ち主で、学生達からの人気は高い。また、剣術の腕前も強い。性格は文字通り鉄の女であるが、少女漫画好きという年相応の女子らしい趣味の持ち主でもある。しかし、実家が厳格なことと生徒会長としての威厳を保つこともあって周囲には隠している。羊司に対して好意を持っている。

### カナンの家族
ベルゼブブ
カナンの父である大悪魔。一人称は「わし」熊の被り物をした筋肉質な巨漢の姿をしているが、実は着ぐるみであり、中身は小柄な美少年である。
リリム・ゼブル
カナンの母。おっとりとした性格で、かつて「魔界一」と呼ばれていた美人で、カナンよりも優れたプロポーションを持つ。その美貌さゆえに毎日、数多くの悪魔からプロポーズされたことがトラウマに極度の男性恐怖症で、夫であるベルゼブブ以外の男と接すると悲鳴を上げながら泣くほどである。夏休みで魔界に帰省したカナンが連れてきた供養にも恐怖していたが、親睦を深めるうちに彼のことを気にいるようになり、最終的に彼を認めて、義母として積極的なアプローチしてくるようになる。
数千年前に母の紹介でベルゼブブとお見合いすることになり、当初は男性であるベルゼブブのことを怯えていたが、自身に靡かない彼に興味を持ち、次第に意識するようになり、最終的に惚れるようになった。
ミルチ・ゼブル
カナンの妹でミエルの姉。性格は小生意気で、姉のカナンをよくからかっているが、実際は重度のシスコンで、からかっているのは気持ちの裏返しである。
ミエル・ゼブル
カナンとミルチの妹。性格はクールだが、ミルチと同じくらいのシスコンで、姉が供犠に奪われると思い、嫉妬していているが、嫉妬と同時に喜びながら興奮するという変態でもある。

## 評価
2023年8月31日に発表された「次にくるマンガ大賞 2023」コミックス部門で17位を獲得。

## 書誌情報
- nonco『カナン様はあくまでチョロい』講談社〈講談社コミックス〉、既刊10巻（2025年7月16日現在）
  1. 2022年10月17日発売[15]、ISBN 978-4-06-529360-7
  2. 2023年1月17日発売[16]、ISBN 978-4-06-530348-1
  3. 2023年4月17日発売[17]、ISBN 978-4-06-531255-1
  4. 2023年8月17日発売[18]、ISBN 978-4-06-532611-4
  5. 2023年12月15日発売[19]、ISBN 978-4-06-533901-5
  6. 2024年3月15日発売[20]、ISBN 978-4-06-534867-3
  7. 2024年7月17日発売[21]、ISBN 978-4-06-536133-7
  8. 2024年11月15日発売[22]、ISBN 978-4-06-537436-8
  9. 2025年4月16日発売[23]、ISBN 978-4-06-539091-7
  10. 2025年7月16日発売[24]、ISBN 978-4-06-540010-4

## テレビアニメ
2025年4月にテレビアニメ化が発表された。2026年に放送予定。

### スタッフ
- 原作 - nonco[4]
- アニメーション制作 - スタジオKAI[4]